# The Light of Western Stars (film, 1930)
Pour les articles homonymes, voir The Light of Western Stars.
The Light of Western Stars est un film américain réalisé par Otto Brower et Edwin H. Knopf, sorti en 1930.

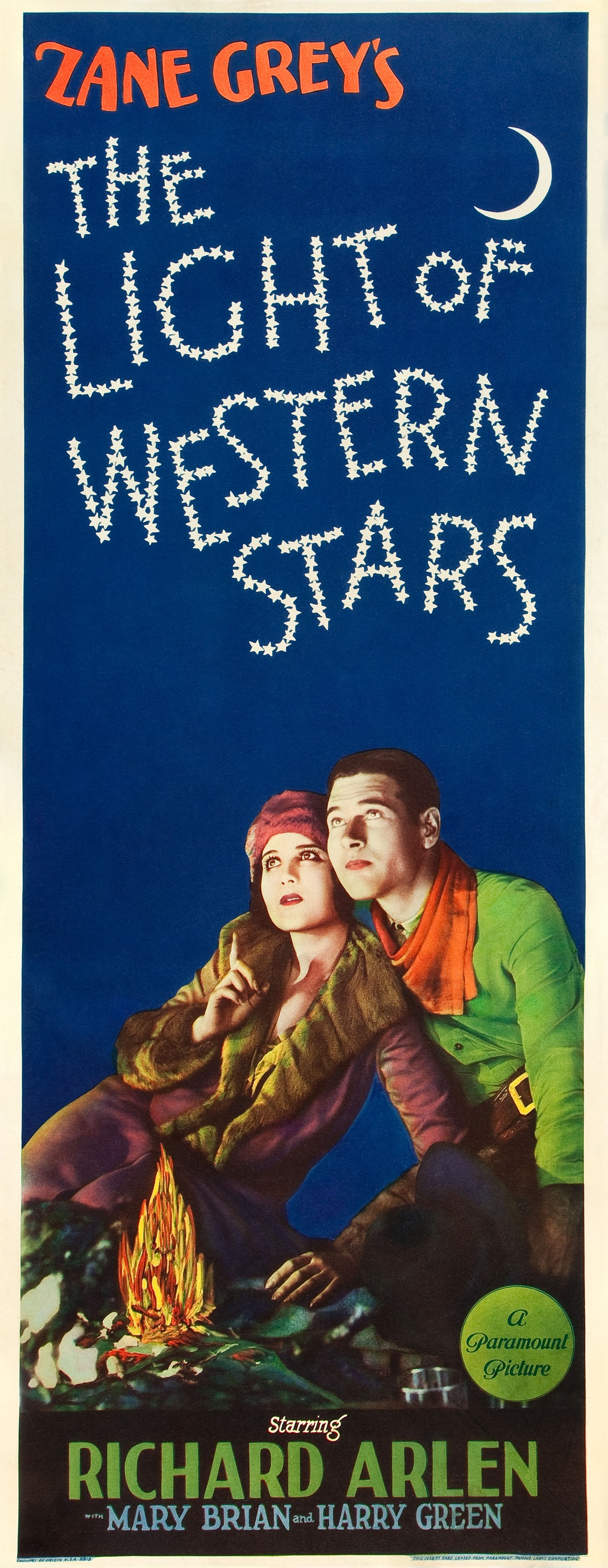
Affiche du film

C'est le remake d'un film muet sorti en 1925.

## Synopsis
Un couple doit lutter dans le désert contre un sheriff véreux.

## Fiche technique
- Titre : The Light of Western Stars
- Réalisation : Otto Brower et Edwin H. Knopf
- Scénario : Grover Jones, William Slavens McNutt, d'après le roman The Light of Western Stars de Zane Grey (1914)
- Photographie : Charles Lang
- Montage : Jane Loring
- Musique : Charles Midgley
- Société de production : Paramount Pictures
- Société de distribution : Paramount Pictures
- Pays de production :  États-Unis
- Langue : Anglais américain
- Métrage : 1 923,90 m (8 bobines)
- Format : Noir et blanc — 35 mm — 1,20:1 — Son : Mono
- Durée : 70 minutes (1 h 10)
- Dates de sortie : 
  - États-Unis : 19 avril 1930

## Distribution

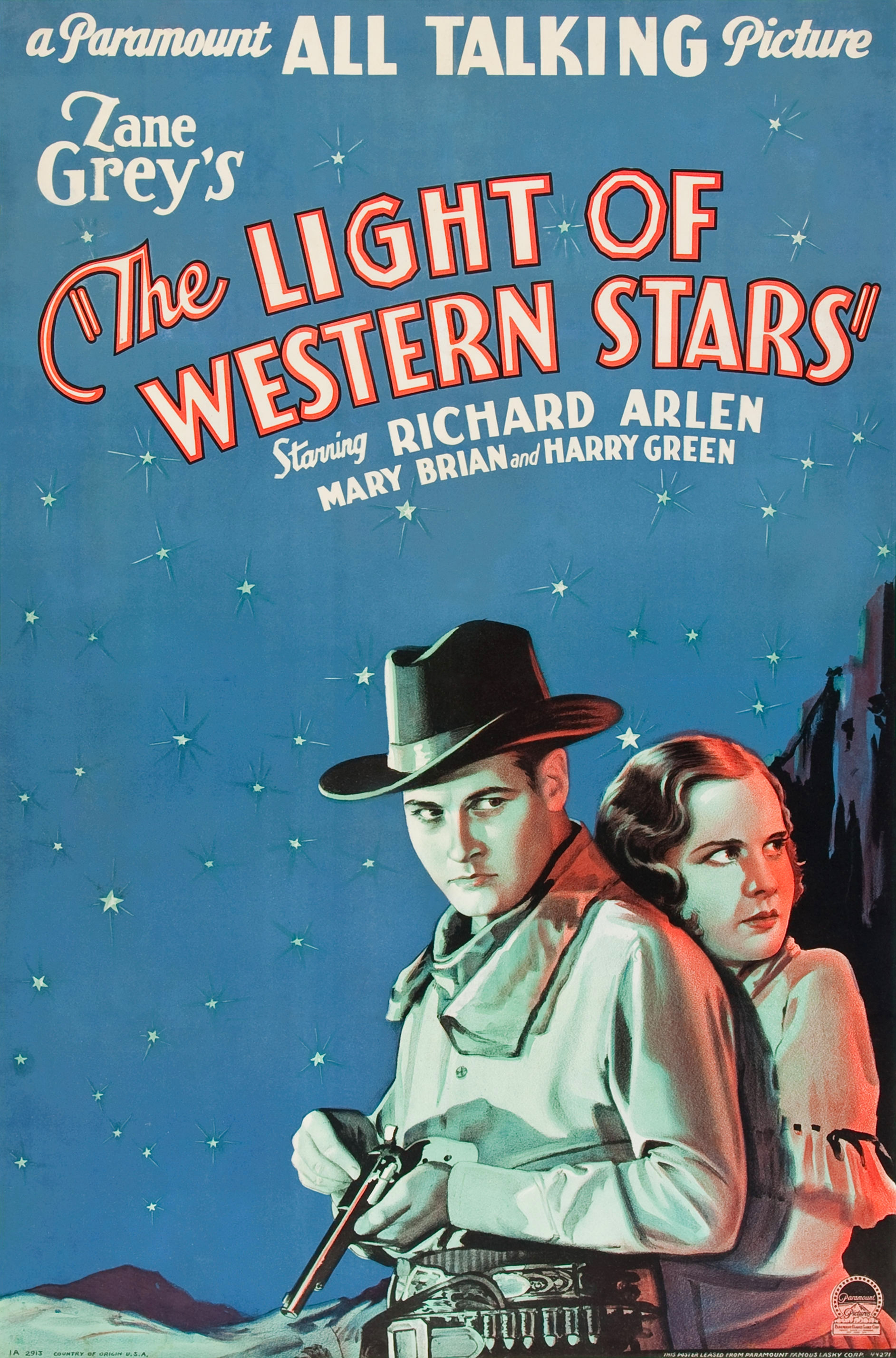
Affiche du film

- Richard Arlen : Dick Bailey
- Mary Brian : Ruth Hammond
- Regis Toomey : Bob Drexell
- Fred Kohler : H. W. Stack
- Guy Oliver : Sheriff Grip Jarvis
- George Chandler : Slig Whalen
- Harry Green : Plotz
- William Le Maire : Griff Meeker
- Lew Meehan : Rifleman
- Syd Saylor : Square Toe